# E.M. Cioran
Emil (Émile Michel) Cioran (franskt uttal /sjɔ'rɑ̃/; rumänskt uttal /tʃo'ran/), född 8 april 1911 i Răşinari, dåvarande Österrike-Ungern, nuvarande Rumänien, död 20 juni 1995 i Paris, var en rumänsk filosof och essäist, på rumänska och franska.

## Biografi
Cioran var son till en präst i rumänsk-ortodoxa kyrkan och inskrevs vid 17 års ålder som student i filosofi vid universitetet i Bukarest. Där lärde han känna Eugène Ionesco och Mircea Eliade, och undervisades av Tudor Vianu och Nae Ionescu. I synnerhet den senare blev en viktig influens med sin eklektiska filosofi av existentialism, nihilism, agnosticism och fascism. Cioran avlade examen med en uppsats om Henri Bergsons intuitionella filosofi, men avvisade den bergsonska filosofin till förmån för Nietzsche och dennes tragedisyn. 
År 1933 erhöll Cioran stipendium för studier vid Humboldt-Universität zu Berlin och anslöt sig då till nazismen. Året därpå utgav han sin första bok, Pe culmile disperării (svenska: På förtvivlans krön), vilken prisbelönades, och därefter ytterligare tre böcker på rumänska. I dessa ansluter han sig helhjärtat till totalitära och nationalistiska ideologier; han har därigenom utövat påverkan på fascismens uppkomst i Rumänien. Det enda problemet var att han i sin modernitetssträvan hade svårt att hänge sig åt traditionalismen i dessa strömningar.
Efter att ha undervisat i filosofi vid ett rumänskt gymnasium flyttade han 1937 till Quartier Latin i Paris. Bortsett från ett mellanspel i hemlandet i november 1940 till februari 1941 skulle han aldrig återvända till Rumänien. Efter andra världskriget tog han avstånd från sina tidigare politiska sympatier.
Redan i sitt första verk från 1934 uttrycker Cioran en existentialistisk alienation, och föregriper därmed både Jean-Paul Sartres och Albert Camuss verk. Han var också trogen Nietzsches filosofi livet ut, trots dennes vanrykte efter andra världskriget, och den schopenhauerska pessimismen och antinatalismen. Sedan Cioran flyttat till Paris skrev han alla sina följande verk på franska (från och med 1949), och det var som författare på franska som han blev berömd.
Ciorans illusionslösa hållning och kulturpessimism gjorde honom till en kultförfattare i stora delar av Europa. Han började dock publiceras på svenska först 1986.

## Verk (urval)
- Pe culmile disperării (1934)
  - På förtvivlans krön (översättning Dan Shafran och Åke Nylinder) (Dualis, 1998)
- Précis de décomposition (1949)
  - Sammanfattning av sönderfallet (översättning Nikanor Teratologen) (H:ström, 2013)
- Syllogismes de l'amertume (1952)
  - Bitterhetens syllogismer (översättning Jon Milos) (Symposion, 1989)
- Histoire et utopie (1960)
  - Historia och utopi (översättning Jon Milos) (Symposion, 1992)
- De l'inconvenient d'être né (1973)
  - Om olägenheten i att vara född (översättning Lasse Söderberg) (Bonnier, 1986)
- Apocalipsa dupa Cioran
  - Apokalypsen enligt Cioran (översättning Dan Shafran och Åke Nylinder) (Dualis, 1997) [innehåller även en översättning av Itinerariile unei vieti)